# Società di gestione collettiva di diritti d'autore
Una società di gestione collettiva di diritti d'autore (o più semplicemente società di gestione collettiva) è un ente di natura pubblica, privata o ibrida che si occupa dell'intermediazione dei diritti d'autore e connessi, nonché della raccolta e redistribuzione dei proventi relativi a tali diritti. Tali società normalmente ricevono mandato da parte di autori, editori, produttori, interpreti per la gestione e la tutela dei loro diritti e, sulla base di questo mandato, concedono in licenza le opere protette e raccolgono royalties.

## Diritti tutelati dalle Società di gestione collettiva
I diritti patrimoniali risultano difficili da esercitare singolarmente in quanto non necessitano di un rapporto diretto con l'autore; inoltre l’innovazione tecnologica ha aggiunto nuove modalità di utilizzo delle opere, rendendo praticamente impossibile per un singolo autore controllare che della sua opera non si faccia uso attraverso la radiofonia, la televisione, il satellite, le reti informatiche. Questi particolari utilizzi di massa, effettuati da una moltitudine di persone che non sono quasi mai identificabili dal singolo titolare dei diritti, rendono facilmente ignorabili le sue pretese economiche, non solo da chi non vuole riconoscergli i compensi ma anche da chi, in buona fede, non lo conosce e non potrebbe raggiungerlo per una contrattazione.
Per questi motivi gli autori si sono riuniti creando delle società di intermediazione, alle quali viene affidata la gestione di alcuni diritti, concessi dal diritto d'autore, di utilizzazione economica delle opere, tra cui:
- il diritto di rappresentazione pubblica (es. musica suonata in un bar o pub);
- il diritto alla radiodiffusione (es. esibizioni registrate o dal vivo trasmesse in televisione o alla radio);
- il diritto alla riproduzione meccanica di musica (es. riproduzione di un brano in formati di registrazione come il CD);
- il diritto di rappresentazione di opere sceniche (es. opera teatrale);
- il diritto di fotoriproduzione di un'opera letteraria o musicale (es. fotocopiare un libro);
- i diritti a compenso a favore degli autori dell’opera cinematografica e audiovisiva (es. noleggio, copia privata);
- i diritti a favore di arti plastiche e visive per utilizzazioni secondarie (es. immagini su internet), o diritti a compenso (es. diritto di seguito).

Grazie a queste società gli autori con scarso potere contrattuale o che lavorano in nicchie di mercato possono gestire in modo efficace i propri diritti e mantenerne intatto il controllo degli stessi.

## Funzionamento
Queste società ricevono un mandato dagli aventi diritto, concedono le licenze di utilizzazione relative, incassano i proventi derivanti da dette utilizzazioni, individuano il repertorio utilizzato, individuano gli aventi diritto e in un secondo momento provvedono a mandare a quest'ultimi la somma spettata a cui viene dedotta una percentuale fissa per l'attività di intermediazione. I sistemi di ripartizione possono essere analitici o a campionamento a seconda della complessità e onerosità della ripartizione.

### Unione Europea
In data 26 febbraio 2014 è stata emessa dal Parlamento Europeo e dal Consiglio dell'Unione Europea una direttiva sulla gestione collettiva dei diritti d’autore e dei diritti connessi, nonché, sulla concessione di licenze multi-territoriali per i diritti su opere musicali per l’uso online nel mercato interno.
Tra gli obiettivi principali della Direttiva vi sono:
- migliorare l’efficienza degli organismi di gestione collettiva del diritto d’autore e dei diritti connessi, garantendo una tutela ancora maggiore di tali diritti nell’ambito della libera circolazione di beni e servizi, nel più ampio contesto del mercato unico europeo;
- creare un mercato unico digitale del diritto d’autore e dei diritti connessi sulle opere fruibili online e disciplinare le piattaforme che offrono un servizio di musica sul web.

Si riportano di seguito alcuni cambiamenti attuati dalla normativa.
- Si attribuisce ad autori, artisti, interpreti ed esecutori il diritto di scegliere di aderire a diverse collecting society per diverse tipologie di opere e per diverse utilizzazioni.
- “I titolari dei diritti hanno il diritto di autorizzare un organismo di gestione collettiva di loro scelta a gestire i diritti, le categorie di diritti o i tipi di opere e altri materiali protetti di loro scelta, per i territori di loro scelta, indipendentemente dallo Stato membro di nazionalità, di residenza o di stabilimento dell’organismo di gestione collettiva o del titolare dei diritti. A meno che non abbia ragioni oggettivamente giustificate per rifiutare la gestione, l’organismo di gestione collettiva è obbligato a gestire tali diritti, categorie di diritti o tipi di opere e altri materiali protetti, purché la gestione degli stessi rientri nel suo ambito di attività” (art.5).
- Gli autori che abbiano conferito ad un organismo di gestione collettiva l’autorizzazione alla gestione dei propri diritti potranno revocare detta autorizzazione con un preavviso non superiore a sei mesi. L’organismo non potrà opporsi, ma, al più, prevedere che tale ritiro o revoca produca effetti soltanto alla fine dell’esercizio finanziario.
- Si prevede una maggiore partecipazione da parte dei titolari dei diritti alla gestione dell’organismo collettivo.
- L’art. 19 della Direttiva introduce meccanismi di controllo e trasparenza sui bilanci e sulle politiche di gestione, anche tramite la pubblicazione di informazioni sui siti web degli organismi di gestione collettiva.
- Da ultimo, il Titolo III della Direttiva si occupa della concessione di licenze multi-territoriali e si applica esclusivamente agli organismi di gestione collettiva dei diritti d’autore su opere musicali online. In particolare: la trasparenza per quanto riguarda il repertorio musicale online che rappresenta (art. 23); la possibilità per i titolari dei diritti e per le altre società di rettificare i dati rilevanti e di garantirne la correttezza (art. 24); il controllo dell'utilizzo effettivo delle opere coperte dalle licenze, capacità di processare comunicazioni relative all'utilizzo e fatture (art. 25); pagamento tempestivo dei titolari dei diritti e di altre società di gestione collettiva e trasmissione agli stessi di informazioni sulle opere usate e sui dati finanziari relativi ai loro diritti, ad esempio importi riscossi, detrazioni effettuate (art. 26).
Tale sistema dovrebbe comportare una semplificazione nei processi di licensing a vantaggio delle aziende che vorranno creare un servizio di musica sul web in Europa, le quali non saranno più costrette ad interagire singolarmente con ogni organismo di gestione collettiva nazionale ma potranno contattare un unico interlocutore per ottenere una licenza a livello paneuropeo.
A tal fine, la Direttiva prevede la possibilità per le società di gestione collettiva di stipulare un accordo di rappresentanza reciproca relativo ai diritti su opere musicali online del proprio repertorio, per la concessione di licenze multi-territoriali (art. 29-30). Inoltre, nel caso in cui un organismo di gestione collettiva si rifiutasse di concedere tali licenze a causa della mancata stipula del citato accordo - una volta trascorso il termine del 10 Aprile 2017, indicato nell’art. 31 della Direttiva - i titolari dei diritti potranno ritirare da tale organismo l’autorizzazione alla gestione dei diritti sulle opere musicali affidate in tutela, in modo da poter gestire direttamente o tramite un terzo le licenze multi-territoriali per i loro diritti su opere musicali online.
Le conseguenze di tale nuova normativa, pertanto, riguarderanno, da un lato, l’agevolazione dell’aggregazione volontaria dei repertori per l’uso online di opere musicali in tutta l’Unione Europea e, dall’altro lato, l’aumento di una pressione concorrenziale che spinga ciascuna società di gestione nazionale a sviluppare pratiche di concessione di licenze più efficienti.

#### Austria
In Austria la Società degli Autori, Compositori ed Editori (Gesellschaft der Autoren, Komponisten und Musikverleger, AKM) possiede un monopolio prescritto dalla legge, similmente al caso italiano.

#### Belgio
In Belgio esiste una pluralità di società di gestione, specializzate secondo la natura dell'opera intellettuale:
- SABAM principalmente per le opere letterarie
- SOFAM principalmente per le opere grafiche
- ASSUCOPIE principalmente opere scolastiche, scientifiche e universitarie.

#### Francia
In Francia esistono ventidue società, di natura privata, ma a cui sono demandati anche compiti pubblici. Per tale ragione sono sottoposte a controlli governativi.
Le società di collecting nascono previo controllo del Ministero della Cultura che ne vigila l'operato insieme alla Commissione permanente di Controllo delle Società di gestione collettiva. Le più importanti sono Adami e SPEDIDAM.

#### Germania
In Germania ci sono 12 società, con competenze suddivise per mezzo d'espressione e sono sottoposte all'autorità di vigilanza delle società di gestione collettiva tedesca dei brevetti e marchi (DPMA),

#### Italia
In italia, a partire dal 1941, per effetto dell'art. 180 della Legge sul diritto d'autore, vigeva il monopolio da parte della Siae che prevedeva:
1. l’intermediazione di diritti esclusivi di utilizzazione economica: musica, teatro, televisione, ecc. svolta dalla SIAE in esclusiva e l’intermediazione dei diritti di reprografia oltre il 15% svolta da CLEAREDI;
2. l'incasso e ripartizione di diritti a compenso (svolta da S.I.A.E.): copia privata, diritto di seguito, compensi per il noleggio, compensi per reprografia, compensi per il prestito;
3. la ritrasmissione via cavo, un caso di extended collective licensing (ECL);[1]
4. la tutela diritti di cantanti e case discografiche, svolta da SCF.

Nel corso del 2017, a seguito della Direttiva 2014/26/UE (direttiva Barnier) e con successivi provvedimenti legislativi (D.Lgs. n. 35 del 15 marzo, D.L. n. 148 del 16 ottobre e L. n. 124 del 14 dicembre), l’art. 180 viene modificato nel senso del superamento dell’esclusiva assegnata dallo Stato alla SIAE. Il Decreto n. 35, inoltre, prevede una distinzione tra:
- organismo gestione collettiva, di cui fa parte la SIAE, che come fine ultimo gestisce diritti d'autore per conto di più di un titolare di tali diritti, a vantaggio collettivo di questi e che sia detenuto o controllato dai propri membri e/o non “persegue fini di lucro”. Deve operare con criteri oggettivi, trasparenti e non discriminatori. Possono anche gestire i diritti dei non membri purché sia fatto in base a un rapporto giuridico derivante dalla legge o da una cessione di diritti, da una licenza o accordo contrattuale.
- entità di gestione indipendente, che come finalità unica o principale gestisce i diritti d'autore o i diritti connessi per conto di più di un titolare di tali diritti a vantaggio collettivo di questi, senza essere detenuta o controllata dai titolari dei diritti e che persegua fini di lucro.

I titolari dei diritti devono indicare per iscritto quale sia il diritto e l’opera o il materiale protetto di cui si affida la gestione.
Grazie a questo decreto legislativo l'entità di gestione indipendente Soundreef ha visto legittimata la propria posizione grazie anche all'accordo con Lea, società no-profit. Molti autori sono passati a Soundreef  rompendo di fatto il monopolio SIAE, infatti il pagamento della licenza di quest'ultima non è più esaustivo rispetto all'utilizzo di musica.
Il 10 aprile 2019 Siae, Soundreef e Lea, hanno sottoscritto un accordo con l'obiettivo di porre fine alle controversie, prevenirne delle ulteriori e soprattutto garantire un buon funzionamento del mercato. In tale intesa, rispettando i limiti dettati dal Decreto legislativo 35/2017, la Siae riconosce la legittimità di Lea a raccogliere i diritti d'autore per conto di Soundreef Ltd e i suoi iscritti diretti e riconosce ,inoltre, che gli utilizzatori di musica italiani dovranno avere una licenza integrativa con Lea, nel caso l'utilizzatore suonasse repertorio di quest'ultima. In aggiunta, si riconosce che ogni ente di intermediazione del diritto d'autore dovrà amministrare solamente la quota parte dei diritti a esso affidato in gestione dal titolare dei diritti con esclusione. E che il rilascio delle licenze "blanket", per un corretto funzionamento, è prassi del settore.

#### Regno Unito
La riscossione avviene ad opera della PPL, ed è controllata dall'Office of Fair Trading. In passato esistevano altre due diverse società di collecting, che agivano come delegati per conto dell'Office of Fair Trading. Per volontà delle stesse hanno proceduto alla fusione con la PPL, alla quale l'antitrust inglese non si è opposta, dal momento che precedentemente non erano in competizione tra loro.

#### Ungheria
Sono presenti in Ungheria otto società di gestione

### Stati Uniti
Negli Stati Uniti esistono molteplici società di gestione collettiva, in competizione tra loro. La più antica è l'ASCAP, che assieme alla BMI sono le più grandi e quelle con più iscritti. La SESAC (Society of European Stage Authors & Composers) è la più giovane e più piccola tra le collecting americane, ma offre rapporti personali e mezzi di monitoraggio più all'avanguardia delle altre società; è inoltre l'unica a non offrire l'iscrizione libera, ma ogni candidatura viene vagliata e può essere rifiutata.

### Canada
In Canada vige il principio di una pluralità di società di gestione collettiva.

## Liberalizzazione del web
La Commissione Europea si è espressa sul monopolio SIAE decretandolo legittimo fin quando le tariffe non siano sensibilmente più elevate rispetto alla media europea, ma allo stesso tempo ha garantito la liberalizzazione nel settore "on-line" (dove un controllo totale sarebbe dispendioso e difficilmente praticabile). Tutto inizia nel 2014 quando attraverso la direttiva 26, la cosiddetta «direttiva Barnier», l’Europa chiede ai Paesi membri di uniformare le regole nazionali sulla raccolta e la gestione dei diritti d’autore. L’obiettivo è consentire agli artisti di poter scegliere a quale operatore affidare i propri interessi. Il dibattito resta ancora aperto.